# Серрания-де-Баудо
Серрания-де-Баудо — горный хребет у берегов Тихого океана в Колумбии. Отделяется от Западных Анд долиной Атрато, где расположены река Атрато и город Кибдо.

## Описание
С юга хребет простирается от реки Баудо на север и немного на запад вдоль побережья, достигая границы с Панамой у Залива Сан-Мигель. 
Продолжение хребта, находящегося в Панаме, называется уже Серраниа-дель-Сапо. 
Формально рельеф массива простирается к югу вниз по реке Баудо до залива Малаги. Прерывается невысокими холмами и болотами.
Начиная с Кабо-Корриентес и далее на север до Панамы хребет непосредственно выходит к морю, образуя скалы высотой до 70 метров с небольшими вкраплениями пляжей, в большинстве своём галечных и каменистых. Изредка встречаются и песчаные. Вблизи устьев рек есть широкие песчаные пляжи, приливные и мангровые болота.
Высочайшая точка хребта Альто-де-Буэи достигает 1810 метров.

## Геология
В геологическом отношении горы Баудо представляют из себя продолжение Панамского перешейка. Они начали формироваться в верхнем меловом периоде и палеоцене в результате уплотнения океанических магматических горных пород в ходе процесса, в котором Плита Наска сталкивалась и опускалась под Южно-Американскую плиту. Область хребта до сих пор остаётся активной, двигаясь в восточном направлении со скоростью 3,7 см в год.